# Deinopsis erosa
Deinopsis erosa är en skalbaggsart som först beskrevs av Stephens 1832.  Deinopsis erosa ingår i släktet Deinopsis, och familjen kortvingar. Arten är reproducerande i Sverige.